# Vinçenc Prennushi
Vinçenc / Vincenzo (al secolo Nikollë / Kolë) Prennushi (Scutari, 4 settembre 1885 – Durazzo, 19 marzo 1949) fu un frate minore francescano albanese, vescovo di Sapë e poi arcivescovo metropolita di Durazzo.

## Biografia
Condannato sotto la dittatura di Enver Hoxha al carcere duro, morì durante la prigionia per le torture subite.
Fu dichiarato martire da papa Francesco e proclamato beato nel 2016 insieme ad altri 37 martiri albanesi.

## Genealogia episcopale
La genealogia episcopale è:
- Cardinale Scipione Rebiba
- Cardinale Giulio Antonio Santori
- Cardinale Girolamo Bernerio, O.P.
- Arcivescovo Galeazzo Sanvitale
- Cardinale Ludovico Ludovisi
- Cardinale Luigi Caetani
- Cardinale Ulderico Carpegna
- Cardinale Paluzzo Paluzzi Altieri degli Albertoni
- Papa Benedetto XIII
- Papa Benedetto XIV
- Papa Clemente XIII
- Cardinale Marcantonio Colonna
- Cardinale Giacinto Sigismondo Gerdil, B.
- Cardinale Giulio Maria della Somaglia
- Cardinale Carlo Odescalchi, S.I.
- Cardinale Costantino Patrizi Naro
- Cardinale Lucido Maria Parocchi
- Papa Pio X
- Papa Benedetto XV
- Cardinale Willem Marinus van Rossum, C.SS.R.
- Arcivescovo Giovanni Battista della Pietra, S.I.
- Arcivescovo Vinçenc Prennushi